# Isabelle Mayereau
 (mai 2024).
Isabelle Martin, dite Isabelle Mayereau, est une auteure-compositrice-interprète et guitariste française, née le 3 septembre 1947 à Bordeaux.

## Biographie
Elle passe son enfance à Bordeaux.
Sur simple envoi d'une cassette, elle signe chez Disc'Az dont le directeur artistique est Jacques Bedos. De 1977 à 1982, elle publie pas moins de cinq albums sur ce label,  orchestrés par Jean Musy.
En 1978, elle remporte le concours du Festival de Spa (Belgique), avec Tu m'écris. Cette chanson bénéficiera d'une large diffusion radiophonique.
En 1979 elle interprète La chanson des baleines de parapluie dans le conte musical Émilie Jolie de Philippe Chatel.
Durant ces années, Isabelle Mayereau se produit sur scène à Paris au Théâtre des Blancs Manteaux, à Bobino, au Théâtre de la Ville, à L'Olympia.
Elle sort deux albums chez WEA. Les Mouches en 1984 et Film noir en 1987.
Après plusieurs années d'absence, elle revient au Théâtre de Dix Heures en 1996 et publie en 1997 l'album Juste une amertume.
Son dernier album Hors-Pistes, est sorti en 2009.
Isabelle Mayereau est auteur de plusieurs chansons du répertoire de Marie-Paule Belle : Tu m'chavires, Fais-moi souffrir, Beau temps à Saint-Germain, Vive le sport entre autres.

## Discographie
- 1977 : L'Enfance[8]
- 1978 : Souffle en l'air [9]
- 1979 : Déconfiture
- 1980 : Des mots étranges
- 1982 : Nuages blancs
- 1984 : Les Mouches
- 1987 : Film noir
- 1997 : Juste une amertume
- 2009 : Hors piste
- 2016 : Parcours (coffret 5 CD)